# Sé (distrito de São Paulo)
Sé es un distrito situado en la región central de la ciudad de São Paulo, Brasil, administrado por la subprefectura de Sé. Forma, junto con el distrito de República, el llamado Centro histórico de São Paulo.
Se trata del distrito en que está localizado el Pátio do Colégio, punto en el que la ciudad de São Paulo fue fundada en 1554; la Praça da Sé, donde se localiza el marco zero del municipio y la catedral metropolitana; la Facultad de Derecho de la Universidad de São Paulo, la sede del Tribunal de Justicia, el edificio Martinelli, la Alcaldía Municipal, la Bolsa de Valores, la sede del Ministerio Público del estado de São Paulo, el edificio Altino Arantes (Banespa), el Mercado Municipal y el Monasterio de São Bento, entre otros puntos de interés.
El distrito está servido por las líneas 1-Azul y 3-Roja del Metro de São Paulo y por el Expresso Tiradentes de SPTrans.
Curiosamente, dentro de este distrito se encuentra la parte más conocida del barrio de Liberdade aunque también hay un distrito con ese mismo nombre. La parte más movida de la Rua Galvão Bueno, la Praça da Liberdade y la estación Liberdade del metro están localizados, oficialmente, dentro del distrito de Sé.

## Formación
La palabra "Sé" viene del latín sedes, significando sede, fundación. Grosso modo, el área del distrito de Sé corresponde al área de ocupación más antigua de la ciudad (iniciada en el siglo XVI) conocida como Centro Viejo (en portugués: Centro Velho) aunque no debe confundírsele con el "Centro Histórico". Se formó sobre una colina en forma de "V" cercada por los ríos Anhangabaú, por un lado, y Tamanduateí por el otro. Esta área estaba delimitada por vías de comunicación entre cuatro puntos principales: las iglesias de Sé, de Carmo, de São Bento y de São Francisco (que corresponde a las actuales calles Senador Feijo, Anita Garibaldi, Roberto Simonsen, Boa Vista y Líbero Badaró).
El distrito de Sé forma, junto con República, lo que se conoce como el Centro histórico de São Paulo. Pero, en este último, la ocupación efectiva se inició recién en el siglo XIX y sólo tomaría fuerza a inicios del siglo XX luego de la construcción del Viaduto do Chá.

## Límites
- Norte: Rua Mauá/Vía férrea del Tren Metropolitano de São Paulo (líneas 10 e 11).
- Este: Avenida do Estado, Avenida Mercúrio y Rua da Figueira.
- Sur: Ligação Leste-Oeste y Rua Antônio de Sá.
- Oeste: Avenida 23 de Maio, Praça da Bandeira, Vale do Anhangabaú y Avenida Prestes Maia.

## Distritos limítrofes
- Bom Retiro (norte).
- Brás (este)
- Cambuci (mínimamente) (sudeste).
- Liberdade (sur).
- República (oeste).

## Principales atracciones
- Catedral Metropolitana
- Pátio do Colégio
- Mercado Municipal
- Monasterio de São Bento
- Facultad de Derecho de la Universidad de São Paulo
- Bolsa de Valores de São Paulo
- Palácio das Indústrias
- Prefeitura Municipal
- Tribunal de Justiça de São Paulo
- Edificio Altino Arantes
- Edificio Martinelli
- Edifício do Banco do Brasil